# Sandra Wachter

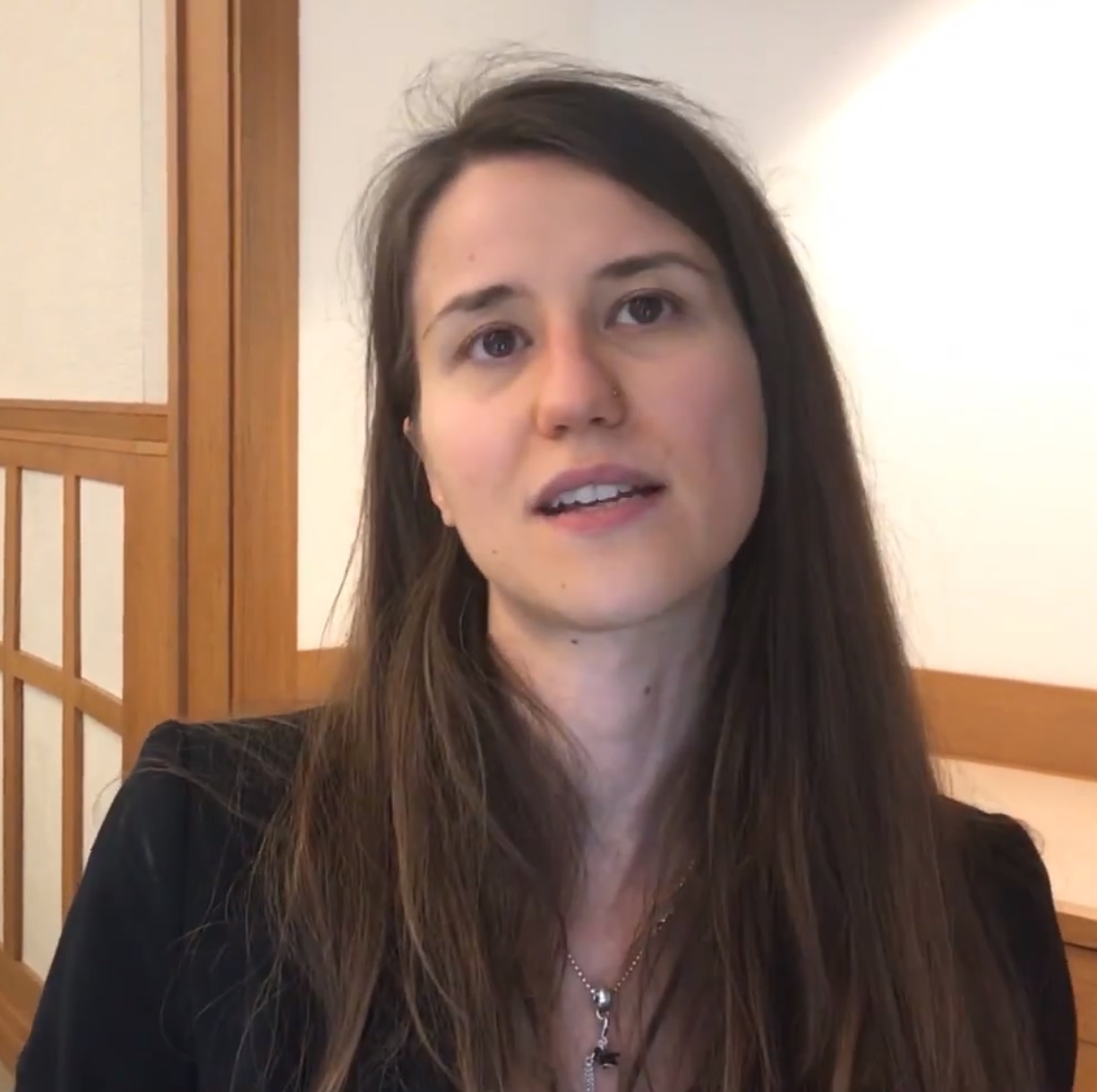
Sandra Wachter (2018)

Sandra Wachter ist eine österreichische Rechtswissenschaftlerin. Sie ist seit 2022 Professorin für Technologie und Regulierung am Oxford Internet Institute an der Universität Oxford und leitende Forscherin für Datenethik, künstliche Intelligenz (KI), Robotik, Algorithmen und Regulierung am Oxford Internet Institute. Dort leitet und koordiniert sie das Forschungsprogramm Governance of Emerging Technologies (GET), das die rechtlichen und ethischen Implikationen von KI, Big Data und Robotik sowie die Regulierung von Internet und Plattformen untersucht. Sie ist ehemalige Stipendiatin des Alan Turing Institute.

## Werdegang
Wachter wuchs in Österreich auf und studierte von 2005 bis 2009 Rechtswissenschaften an der Universität Wien. Wachter sagt, dass sie durch ihre Großmutter inspiriert wurde, die als eine der ersten Frauen an der Technischen Universität Wien zugelassen wurde. Nach ihrem Abschluss begann sie ein Verwaltungspraktikum im Bundesministerium für Gesundheit und Frauen. 2015 promovierte Wachter an der Universität Wien mit einer von Manfred Stelzer betreuten Arbeit zur Vorratsdatenspeicherung und dem Demokratiebild des Europäischen Gerichtshofs für Menschenrechte (Die digitale Welt als überwachter Lebensraum). Ebenfalls schloss sie 2015 einen Master of Social Science an der Universität Oxford ab.
Nach der Promotion setzte Wachter ihre wissenschaftliche Laufbahn im Vereinigten Königreich fort. Sie war zunächst am Alan Turing Institute in London tätig, bevor sie 2017 an die Universität Oxford wechselte. Dort wirkte sie zunächst als Postdoctoral Research Fellow, wurde 2019 zur Associate Professor ernannt und übernahm im Jahr 2022 die Professur für Technology and Regulation am Oxford Internet Institute.
Wachter ist außerdem Mitglied des World Economic Forum Council on Values, Ethics and Innovation, Mitglied des Bonavero Institute of Human Rights und Mitglied der Expertengruppe der Europäischen Kommission für autonome Autos. Darüber hinaus ist sie wissenschaftliche Mitarbeiterin am Weizenbaum-Institut.

## Forschung
Sandra Wachters Arbeit befasst sich mit den rechtlichen und ethischen Herausforderungen im Zusammenhang mit Big Data, künstlicher Intelligenz, algorithmischer Entscheidungsfindung und Datenschutz. Ihrer Ansicht nach muss ein ausgewogenes Verhältnis zwischen technologischer Innovation und individueller Kontrolle über persönliche Informationen bestehen. Wachter plädiert für mehr Transparenz und Rechenschaftspflicht im Einsatz von KI-Systemen. KI laufe zudem häufig Gefahr rassistische Stereotype zu vermitteln.

## Preise
- ESRC IAA O²RB Excellence in Impact Awards 2021[13]
- The Next Web "Die einflussreichsten Personen im Bereich KI im Jahr 2019"[14]
- Privacy Law Scholars Conference Junior Scholars Award[15]
- Business Insider Nordischer KI-Vorreiter[16]
- Business Insider UK Tech 100[16]
- CognitionX AI Superhero Preis 2017 und 2023[17]
- Preisträgerin der Alexander-von-Humboldt-Professur 2025[18]